# Ethelbert Nevin

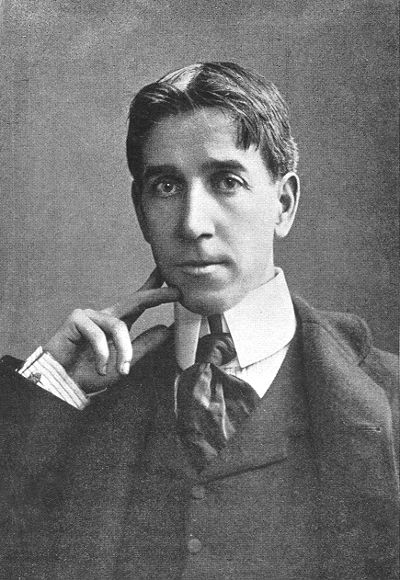
Ethelbert Nevin als Hochschüler

Ethelbert Nevin (* 25. November 1862 in Edgeworth (Pennsylvania); † 17. Februar 1901 in New Haven (Connecticut)) war ein amerikanischer Pianist und Komponist. Er war der Bruder des ebenfalls kompositorisch tätigen Arthur Finley Nevin (1871–1943).

## Leben und Werk
Ethelbert Nevin studierte zunächst in Pittsburgh; 1877 und 1878 studierte er in Dresden bei Franz Magnus Böhme Gesang und Klavier. Danach studierte er in New York und Boston Klavier bei Benjamin J. Lang und Harmonie bei Stephen A. Emery. Von 1884 bis 1886 studierte er noch bei Hans von Bülow und Karl Klindworth in Berlin. Ethelbert Nevin wurde besonders als Komponist populärer Lieder geschätzt. Am bekanntesten hiervon sind „Narcissus“ und „The Rosary“, die in Bearbeitungen für Klavier und Salonorchester bekannt wurden.